# Trara
I Trara sono un massiccio montuoso dell'Algeria. Culminano con il Djebel Fellaoucene.

## Caratteristiche
La catena montuosa della Trara,  una catena costiera prolungamento occidentale dell'Atlante Telliano, è una regione montuosa dell'Algeria situata sulla costa nord-occidentale del paese, con un'altitudine media compresa tra 500 e 1.136 metri del jebel Fellaoucene, la cima più alta della catena.
Al suo interno si distinguono tre diversi gruppi montuosi: quello orientale, quello centrale e quello occidentale. Alle pendici del sistema montuoso scorre il fiume Tafna.

## Montagne
- Djebel Zendel 613 mslm, Trara occidentale.

La vegetazione del massiccio è costituita principalmente da pini e cipressi.